# Johannes Wohnseifer
Johannes Wohnseifer (* 1967 in Köln) ist ein deutscher Künstler. Er arbeitet mit verschiedenen Medien wie Malerei, Skulptur, Fotografie und Installation. Seine Arbeiten bewegen sich an der Schnittstelle von Popkultur, Politik und Design.

## Leben und Werk
Johannes Wohnseifer wurde 1967 in Köln geboren. Zu Beginn seiner Laufbahn arbeitete er eine Zeit lang als Assistent von Martin Kippenberger, was seine Auseinandersetzung mit Konzeptkunst, Sprache und Institutionskritik prägte.
Sein Werk zeichnet sich durch eine präzise, oft glatte Oberflächenästhetik aus, die Anleihen bei Werbung, Grafikdesign und industrieller Produktion nimmt. Thematisch beschäftigt sich Wohnseifer häufig mit der deutschen Geschichte der 1970er Jahre, insbesondere mit dem RAF-Terrorismus, sowie mit der medialen Konstruktion von Bildern und Identitäten.
Er verwendet häufig Materialien wie lackierte Aluminiumplatten, Fotoprints und lasergravierte Oberflächen. In vielen Arbeiten kombiniert er typografische Elemente mit bildhaften Motiven und nutzt eine visuelle Sprache, die an Markenästhetik und Corporate Design erinnert.
Wohnseifer ist seit 2007 Professor für Skulptur und Malerei an der Kunsthochschule für Medien Köln (KHM).

## Ausstellungen (Auswahl)
- Bonner Kunstverein (Einzelausstellung, 2001)
- Museum Ludwig, Köln[2]
- Ludwig Forum für Internationale Kunst[3]
- Aspen Art Museum, USA
- Sprengel Museum Hannover[4]
- P, S. 1. Contemporary Art Center, New York
- ars viva 01/02 – Kunst und Design u. a. im Neuen Museum Nürnberg und im Museum für Angewandte Kunst Köln[5]

### Gruppenausstellungen
- 2005: Zur Vorstellung des Terrors: Die RAF-Ausstellung, KW Institute for Contemporary Art, Berlin[6]
- 2013: Das Glück kommt aus dem Nichts, Kunsthalle Nürnberg, Nürnberg[7][8]
- 2014: Eine Handvoll Erde aus dem Paradies, Museum Morsbroich, Leverkusen[9]
- 2015: Individual Stories. Sammeln als Porträt und Methodologie, Kunsthalle Wien, Wien
- 2016: Grün stört, Marta Herford, Herford[10]

## Sammlungen
Werke von Johannes Wohnseifer befinden sich u. a. in den Sammlungen folgender Museen:
- Museum Ludwig, Köln
- Bundeskunstsammlung
- Kunstmuseum Bonn
- Sammlung Falckenberg, Hamburg